# E Ink
E Ink, E-blæk,  (elektrostatisk blæk) er et specielt navnebeskyttet type af elektronisk papir, som bliver produceret af det amerikanske firma E Ink Corporation, der blev oprettet i 1997.
Forskningen og udviklingen af produktet blev udført af det amerikanske MIT Media Lab.
I 2012 er det elektroniske papir kommercielt tilgængelig i gråtoner og farver.
Produktet anvendes i e-bogslæsere og i mindre omfang mobiltelefoner og ure.

## Ekstern henvisning og kilde
- E Inks hjemmeside (engelsk) Arkiveret 6. september 2006 hos  Wayback Machine

| Lyd og billede | Spire Denne artikel om billed- og lydteknologi er en spire som bør udbygges. Du er velkommen til at hjælpe Wikipedia ved at udvide den. |